# 王桂芬
王桂芬（1965年6月—），女，黑龙江阿城人，中华人民共和国政治人物。研究生学历，硕士学位，工程师。曾任抚顺市人民政府市长，中共抚顺市委书记。

## 生平
历任辽宁省黄金管理局助理工程师、工程师、副处长，凤城市政府副市长，本溪市北钢公司副经理，本溪市明山区委副书记、代区长、区长，本溪市政府党组成员、市长助理，本溪市副市长、市政府党组成员，辽宁省对外贸易经济合作厅副厅长、党组成员，辽宁省人民政府副秘书长（正厅级）、办公厅党组成员。2010年8月，任中共抚顺市委副书记，市人民政府副市长、代理市长。次年1月，正式当选为抚顺市人民政府市长。2013年2月，升任中共抚顺市委书记。2013年，被选为第十二届全国人民代表大会辽宁地区代表。2016年6月，转任辽宁省国土资源厅党组书记，不再担任中共抚顺市委书记。次月任辽宁省国土资源厅厅长。2018年11月，出任辽宁省卫生健康委员会主任。2020年6月，改任辽宁省委统战部副部长、省民族和宗教委党组书记。

## 争议
王桂芬曾于2013年1月21日，在担任抚顺市市长期间在当地持公交卡乘公交车并让座。又曾于2014年3月22日，在担任抚顺市市委书记期间以普通机关干部的身份，在当地参加了环卫工人体验日活动，与环卫工人一起上街扫马路。但这两件事都随后在网上引起热议，被指身边有相关负责人陪同，实为作秀。